# Preziosissimo Sangue di Nostro Signore Gesù Cristo (titolo cardinalizio)
Preziosissimo Sangue di Nostro Signore Gesù Cristo (in latino Titulus Pretiosissimi Sanguinis Domini Nostri Iesu Christi) è un titolo cardinalizio istituito da papa Benedetto XVI il 24 novembre 2007 con la bolla Purpuratis Patribus. Il titolo insiste sulla chiesa del Preziosissimo Sangue di Nostro Signore Gesù Cristo, nel quartiere di Tor di Quinto nel Municipio Roma XX.
Dal 24 novembre 2007 il titolare è il cardinale John Njue, arcivescovo emerito di Nairobi.

## Titolari
- John Njue, dal 24 novembre 2007